# La Planète des dinosaures
Ne pas confondre avec le film La Planète des dinosaures de James K. Shea.
La Planète des dinosaures (titre original en anglais : Dinosaur Planet) est un roman de science-fiction de l'écrivain américaine Anne McCaffrey, publié aux États-Unis en 1978 et en France en 1980. Il fait partie d'une série de deux romans dont le deuxième volume intitulé Dinosaur Planet Survivors est inédit en français.

## Synopsis
En mission d'exploration pour le compte de l'Organisation exploratrice et évaluatrice (OEE), le vaisseau spatial ARCT-10 atterrit sur la planète Ireta afin d'en évaluer les richesses minières. Au sein de l'expédition, les trois espèces composant la Fédération des populations intelligentes sont représentées : humains, Ryxi et Theks qui en assurent le commandement.
La mission découvre une planète riche en ressources géologiques et dont le faune et la flore semblent similaires à celles de la Terre de l'ère Mésozoïque. Toutefois les énigmes biologiques et géologiques s'accumulent rapidement, à commencer par ces signes très anciens d'une exploration précédente dont la bibliothèque du navire ne contient aucune trace. 

## L'univers du roman
En ce lointain futur, l'Organisation exploratrice et évaluatrice (OEE) est chargée pour le compte de la Fédération des populations intelligentes d'organiser des missions d'exploration afin de découvrir les nouvelles ressources minières nécessaires à son expansion. La fédération regroupe trois races qui, fort heureusement, ont des besoins très différents et sont par conséquent en mesure de se répartir équitablement les planètes colonisables.
- Les Humains : issus de la planète Terre, ils comprennent en leur sein une variété provenant d'une planète à forte pesanteur, présentant la particularité d'être très forte et très trapue, que l'on appelle familièrement « les Gorilles ». Le point fort des Humains est leur faculté d'adaptation.
- Les Ryxi : race d'oiseaux intelligents, les Ryxi sont peu doués pour l'exploration spatiale et préfèrent rester en hibernation durant la plus grande partie des voyages. Leurs besoins s'orientent vers les planètes à faible pesanteur, au climat tempéré, et riches en métaux légers. Souffrant de surpopulation, c'est une race très sanguinaire.
- Les Theks : c'est une race minérale douée d'une grande longévité et d'une grande intelligence. Ils sont très lents et il est pour cela difficile de leur parler mais leurs réponses sont toutefois infaillibles. Leurs besoins consistent en planètes à forte pesanteur et à métaux lourds.

Une quatrième race semble également exister, les Autres, sans que l'on en ait la preuve formelle mais à laquelle la rumeur attribue les plus grands dangers.